# Hilario Pérez
Hilario Pérez Baldovino (Montevideo, 22 de enero de 1936) es un guitarrista uruguayo reconocido por su trayectoria solista así como por haber acompañado a importantes artistas como Alfredo Zitarrosa y Amalia de la Vega.

## Biografía
Comenzó su carrera como guitarrista profesional acompañando a Carlitos Gardi "El niño cantor" y su padre, el guitarrista y cantante Tito Gardi entre 1957 y 1959. Al año siguiente participa en el carnaval con los humoristas La picsa kaliente y aparece junto al cantante Lucio Quintana en la radio CX30.
En 1959 emprendió una gira de 6 meses por Europa, en la cual recorrió Austria, Alemania, Italia, Checoslovaquia, Hungría y Portugal.
Hizo su debut en Radio Carve en octubre de 1960 integrando un trío junto a Alberto Larriera y Pissera, acompañando a artistas como Roberto Rodríguez Luna, Francisco Amor, Agustín Magaldi (h) y Roberto Carlés, entre otros.
En 1964 fundó el primer trío armado por sí mismo, siendo acompañado en esa oportunidad por Alcides Acosta y Carlos Rodríguez Rivero. Con ese grupo acompañó a Roberto Rodríguez Luna, Carlos Maidana, Olga del Grossi, Chola Ortiz, Carlos Roldán y Ernesto Restano, entre otros.
En el local nocturno Teluria acompañó a diferentes artistas entre los que se encontraron Mercedes Sosa, Ricardo Bhar, Hugo Díaz, Eduardo Adrián, Héctor Scelza, y «el cordobés» Pedrito Díaz.
En 1965 acompañó a Amalia de la Vega. Al año siguiente comenzó su producción discográfica como guitarrista de Alfredo Zitarrosa, con la edición del álbum Canta Zitarrosa para el sello Tonal. En los años posteriores su papel como primera guitarra del cantautor quedaría registrado en varios fonogramas más.
Junto a Mario Núñez y Gualberto López acompañó la presentación de Chabuca Granda en ocasión de su actuación en el auditorio del  Sodre en 1967. Ese mismo año grabó los larga duración Lluvias de navidad y Cancionero nativo para niños. Este último estuvo compuesto por textos y música del poeta Víctor Lima cantados por Diaz Castillo con Hilario en primera guitarra.
En 1976 le fue otorgado el Charrúa de Oro en el "Cuarto Festival del Canto Criollo" de Durazno, galardón que en esa oportunidad también obtuvo Raúl H. Evangelisti. Ese mismo año editó para Sondor su larga duración Manos brujas, que contuvo versiones en guitarras del Pericón Nacional y del Himno nacional de Uruguay y otras obras emblemáticas como La puñalada de Pintín Castellanos o la Marcha de San Lorenzo de Cayetano Silva.

## Discografía

### Solista
- Mi guitarra (EP. Fol-Def FEP 6. 1970)
- Las guitarras de Gardel (De la planta. 1971)
- Las guitarras de Gardel vol. II (De la planta KL-8322 . 1972)
- Hilario Pérez y su grupo de cuerdas (1974)
- Manos brujas (Sondor 44043. 1976. reedición Sondor 8.344-2. 2011.)
- Yo toco así vol. I (2001)
- Yo toco así vol. II
- Yo toco así vol. III

### Como acompañante
- Lluvias de navidad (como acompañante de Libertad Mantero. Tonal CP 029. 1965)
- Canta Zitarrosa (como primera guitarra de Alfredo Zitarrosa. Tonal CP 040. 1966)
- Cancionero nativo para niños (junto a Diaz Castillo. Tonal CP 028. 1967. reedición Orfeo ULP 90522. 1969)
- Del amor herido (como primera guitarra de Alfredo Zitarrosa. Tonal CP 061. 1967)
- Coplas del canto (como primera guitarra de Alfredo Zitarrosa. Orfeo ULP 90549. 1971)
- Hilario Pérez cantan Las hermanas Méndez (EP. Mallarini Producciones 30097. 1972)
- Lágrima Ríos - Hilario Pérez y su conjunto Mallarini Producciones 30.087